# Fat Actress
Fat Actress ist eine US-amerikanische Sitcom-Miniserie aus dem Jahr 2005 von Kirstie Alley und Scott Butler.

## Handlung
Erzählt wird das alltägliche Leben der schwergewichtigen, ehemals erfolgreichen und gefragten Schauspielerin Kirstie Alley, die nach ihrem mäßigen Erfolg der letzten Jahre versucht in Hollywood wieder Fuß zu fassen. Ihr größtes Problem ist das deutliche Übergewicht, so versucht sie mit Diäten und anderen erfolglosen Methoden abzunehmen. Unterstützung erhält sie von der Stylistin Kevyn und ihrem Assistenten Eddie, der selber auf seine Chance als Darsteller wartet. Um jeden Preis will Kirstie wieder ein Engagement in einer Serie oder beim Film bekommen und versucht ständig, die Hollywood-Prominenz zu überreden, ihr eine Chance zu geben oder zu helfen.
Die Serie basiert teilweise auf dem echten Leben von Kirstie Alley, die Geschichten in der Serie sind aber fiktional. Verschiedene Hollywood-Persönlichkeiten hatten Gastauftritte, die meistens sich selbst darstellten:
- Mayim Bialik
- Bryan Callen
- Mark Curry
- Mo Collins
- Carmen Electra
- Melissa Gilbert
- Merv Griffin
- Rachel Harris
- Larry King
- Geoffrey Lewis
- Christopher McDonald
- Michael McDonald
- Kevin Nealon
- Vladislav Kozlov
- Rhea Perlman
- Kelly Preston
- Leah Remini
- Kid Rock
- Wallace Shawn
- Connie Stevens
- John Travolta
- Alex Trebek
- Jeff Zucker

## Synchronisation
Die Erstsynchronisation entstand bei Atelier Synchron in Hannover unter der Dialogregie von Lothar Meyer bei Dialogbüchern von Bärbel Bucksch-Hinniger. Die Neusynchronisation übernahm Cinephon in Berlin, wobei Pierre Peters-Arnolds sowohl die Dialogbücher schrieb, als auch Dialogregie führte.
| Rolle         | Darsteller     | Synchronsprecher | Synchronsprecher |
| Rolle         | Darsteller     | Synchro 2005     | Synchro 2018     |
| ------------- | -------------- | ---------------- | ---------------- |
| Kirstie Alley | Kirstie Alley  | Katja Brügger    | Almut Zydra      |
| Eddie Falcon  | Bryan Callen   | Lennardt Krüger  | Philippa Jarke   |
| Kevyn Shecket | Rachael Harris | Dagmar Dreke     | Susanne Geier    |
| John Travolta | John Travolta  | Robert Missler   | Viktor Neumann   |
| Leah Remini   | Leah Remini    | Karin Grüger     | Madeleine Stolze |

## Episoden
| Nr. | Titel (Original)   | Erstausstrahlung (USA) | Titel (Deutsch)                       | Erstausstrahlung (Deutschland)     |
| --- | ------------------ | ---------------------- | ------------------------------------- | ---------------------------------- |
| 1   | Big Butts          | 7. März 2005           | Imponierende Rückseiten               | 3. April 2006                      |
| 2   | Charlie’s Angels   | 14. März 2005          | Vier Engel für Charlie                | 3. April 2006                      |
| 3   | Holy Lesbo, Batman | 21. März 2005          | Lesbisch oder Bi?                     | 3. April 2006                      |
| 4   | The Koi Effect     | 28. März 2005          | Der Karpfen-Effekt                    | 25. April 2007 (siehe Hintergrund) |
| 5   | Crack for Good     | 5. April 2005          | Jetzt ist Schluss                     | 10. April 2006                     |
| 6   | Cry Baby McGuire   | 11. April 2005         | Heulsuse McGuide                      | 10. April 2006                     |
| 7   | Hold This          | 18. April 2005         | Das liebe Geld – oder doch schlanker? | 10. April 2006                     |

## Hintergrund und DVD-Veröffentlichung
Fat Actress wurde von Showtime produziert und vom 6. März bis zum 18. April 2005 erstmals ausgestrahlt. Über eine zweite Staffel wurde zunächst in den Medien berichtet, doch folgte keine Fortsetzung der Serie.
Die Pilotfolge war in den USA zeitgleich zur Fernsehausstrahlung auf Yahoo.com kostenlos als Videostream abrufbar.
In Deutschland wurde die Serie zum ersten Mal von VOX vom 3. bis zum 10. April 2006 gezeigt. Die vierte Folge Der Karpfen-Effekt wurde von VOX nicht ausgestrahlt, da die Geschichte nicht zum Programm von VOX passe und in den USA weniger erfolgreich gewesen sei.  Das Vierte zeigte die Serie im April und Mai 2007 vollständig.
Am 24. Mai 2005 erschien die vollständige Serie in den Vereinigten Staaten und Kanada in einem Box-Set auf zwei DVDs. Die Discs sind einzeln erhältlich. In Deutschland wurde die Serie am 22. November 2005 auf DVD veröffentlicht, deutlich früher als die Erstausstrahlung im deutschen Free-TV. Am 27. Juni 2008 erschien in Deutschland eine weitere DVD-Ausgabe mit dem Titel Ein pfundiger Spaß.